# 金信
金 信（キム・シン、김신、1922年9月21日 - 2016年5月19日）は、大韓民国の軍人、政治家、国会議員。
本貫は安東金氏。号は瑞言（서언）。中国名は金申江。祖母は独立運動家の郭楽園、父は独立運動家の金九、兄は早世した独立運動家の金仁。元大韓住宅公社社長の金振、元国家報勲処長の金揚は息子、実業家の金昊淵は娘婿、政治家の金容万は孫。キリスト教徒。

## 経歴

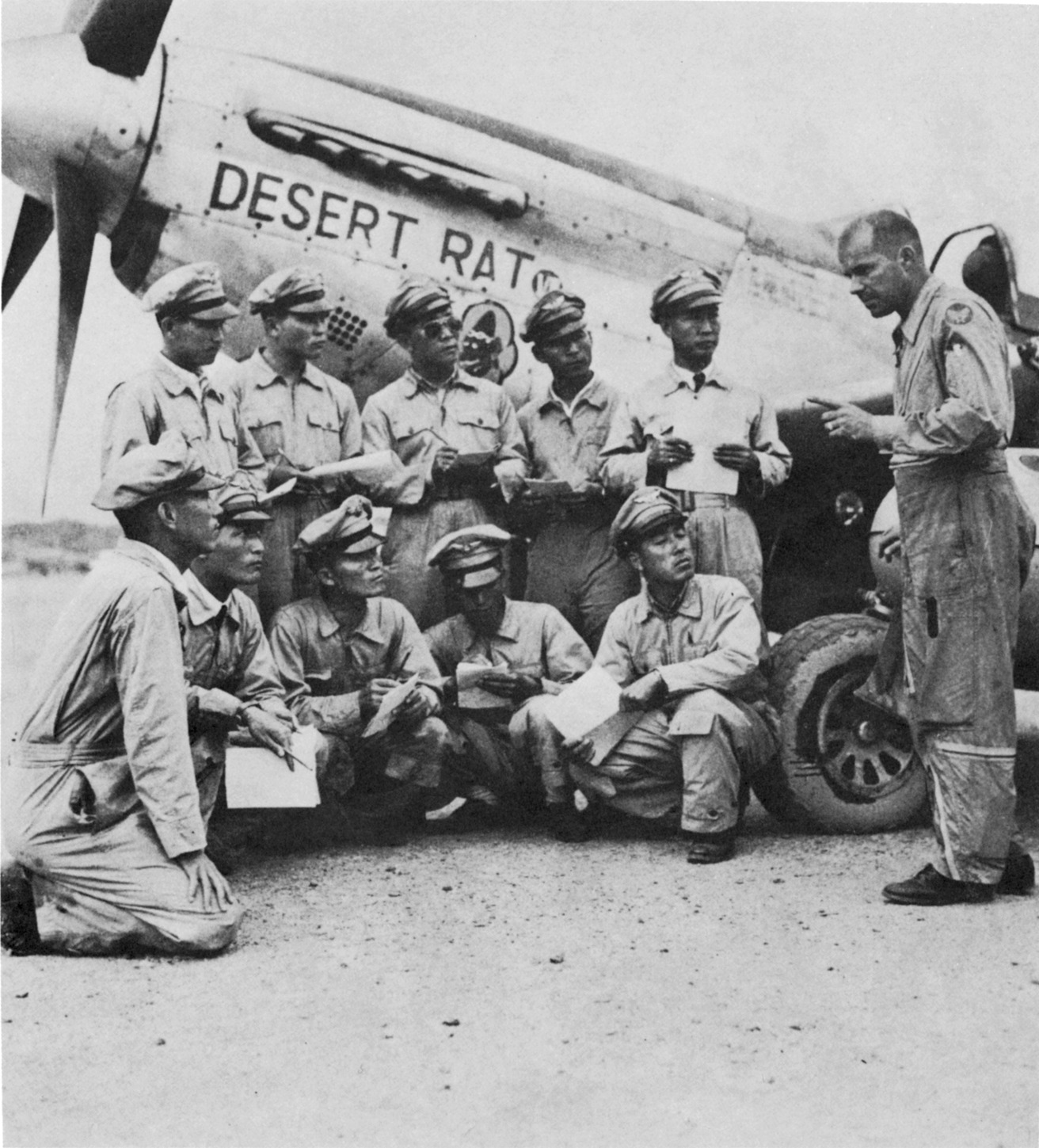
1950年6月27日、P-51を受領し米軍将校から説明を受ける韓国空軍要員
後列左から3人目が金信

1922年9月、上海に生まれる。生まれて1年半後に母が病死したため祖母が面倒を見た。しかし生活が苦しかったので中国の孤児院で暮らした。
安徽省屯溪中学校に入学。日中戦争勃発に伴い疎開。四川省重慶にある中央大学付属中学校を卒業。高等学校を終えた頃、韓国臨時政府内務部総務科の科員として活動。臨時政府要員の中には中国語を理解できない者がいたので通訳などを担当していた。1943年、昆明西南連合大学哲学科修了。
1944年、空軍軍官学校に入学。昆明で6か月の基礎軍事訓練を受ける。アメリカ軍の輸送機でインド東北部にある米空軍基地に移動し、そこで初級飛行訓練を受け、さらにラホールまで移動した。ラホールで訓練を修了し、渡米準備中に終戦を迎えた。1945年12月、アメリカに渡り、ランドルフ（Randolph）基地で飛行訓練を受けた。1947年6月、空軍軍官学校第24期卒業。
1947年9月に帰国。1948年、重慶に向かい中国で亡くなった家族や独立運動家の遺体を引き取った。同年8月、陸軍航空基地隊（韓国空軍の前身）入隊、任少尉（軍番50010番）。同年9月、陸軍航空司令部飛行部隊（隊長：金貞烈大尉）小隊長。
1950年5月、陸軍参謀学校卒業。
1950年6月、朝鮮戦争が勃発するとマスタング操縦要員として板付に派遣される。
1950年7月、空軍本部作戦局長。同年8月、第1軍団派遣隊長。同年12月、白鷗部隊長。
1951年4月1日、第1戦闘飛行団第101基地戦隊長。同年8月の智異山共匪討伐作戦、同年10月の韓国空軍単独出撃作戦などで19回出撃した。11月10日、第1戦闘飛行団副団長兼第10戦闘飛行戦隊長。1952年1月に勝湖里鉄橋（승호리철교）爆破作戦を成功させる。
1952年6月16日、第1戦闘飛行団第15教育飛行戦隊長。
1953年7月、アメリカ空軍大学修了、空軍本部作戦局長。9月、第10戦闘飛行団長。
1956年9月15日、空軍本部行政参謀副長。
1959年6月に国防大学研究院修了後、7月25日に空軍参謀次長就任。
1960年8月1日、空軍参謀総長。在任中にT-28やGAR-8を導入して戦力を増強した。1961年7月に作戦司令部を創設して指揮構造を改善。
1962年8月1日、予備役編入。同年10月9日に駐中華民国大使。
1966年6月、アジア太平洋地域閣僚会議代表。
1971年、民主共和党ソウル15地区（竜山区）党委員長。同年5月、第8代国会議員（ソウル竜山地区、民主共和党）落選。同年11月、交通部長官。
1972年9月、第6次日韓閣僚会議代表。
1975年4月、蒋介石総統弔問使節。
1976年2月、第9代国会議員（維新政友会2期）。同年3月に国会交通逓信委員会委員、維新政友会政策委員会交通逓信文科委員長。
1978年2月、国会農水産委員長。
1986年、韓国独立記念館理事長。
1999年7月、民主和平諮問会議諮問委員。
2000年2月、社団法人白凡金九先生記念事業協会会長。
2002年10月、白凡金九記念館館長。

## エピソード
金信は生前に海外のハーバード大学、ブラウン大学、タフツ大学、国立台湾大学などに合計42億ウォンを寄付したため、2018年、子女たちは国税庁から18億ウォンの贈与税と9億ウォンの相続税が請求された。